# Mac Jee
A Mac Jee é uma empresa brasileira responsável pelo desenvolvimento e fabricação de produtos para a Indústria de Defesa. Entre os produtos e serviços, destacam-se as munições aéreas BGB nas versões 81, 82, 83 e 84- (Mark 82), modernização de plantas de produção de material energético, além do Armadillo, sistema de defesa terrestre patenteado pela empresa.

## Histórico
Fundada em 2007, a Mac Jee iniciou as operações com a distribuição de componentes militares importados para os mercados nacional e sul-americano. Um ano depois, a empresa passa a desenvolver projetos especiais de cablagens para os setores espacial e militar. Em 2013, é fundada a filial Mac Jee Brasil com capital 100% nacional e é dado início a fabricação nacional de cablagens e equipamentos em São José dos Campos.
Com mais relevância no cenário nacional, a Mac Jee firmou em 2017 uma parceria com a Indústria de Material Bélico do Brasil  em 2018 passando a trabalhar em conjunto, complementando-se nas estratégias de negócios, visando o fortalecimento de ambas as marcas.
Visando ampliar a atuação na indústria de defesa nacional, a Mac Jee adquiriu a Equipaer, empresa especializada na produção de alvos aéreos para treinamento de artilharia e principal fornecedora de sistemas aéreos para a Força Aérea Brasileira (FAB). 
Em São José dos Campos, a empresa possui mais de 5 mil m² de área fabril. Localizada em um ponto estratégico, à margem da Rodovia Carvalho Pinto, a fábrica conta com toda a estrutura para a produção de materiais inertes. Já fábrica ativa, localizada em Paraibuna possui, aproximadamente, 2.600.000 m², sendoresponsável pela produção de materiais energéticos, carregamento de munições aéreas, logística, entre outros processos.

## Armadillo
O Armadillo é um sistema de lançamento de foguetes projetado para ser acionado ou retraído durante as fases ofensivas. A plataforma de lançamento, patenteada pela empresa, opera em 360º e carrega três módulos de recarregamento automático, cada um contendo 24 foguetes de 70 mm, totalizando 72 disparos.